# الجروية
قرية تابعة لمحافظة طرطوس في منطقة صافيتا. تبعد عن طرطوس حوالي 28 كم وعن صافيتا 5 كم باتجاه الشمال وعن الدريكيش 10 كم. ينبع من أراضيها أشهر نبع يمر بمدينة طرطوس ويدعى الغمقة. 
سميت بهذا الاسم لكثرة المياه الجوفية الجارية في الكهوف الكلسية. وتعلو عن سطح البحر 300 متر.